# Køge Golf Klub
Køge Golf Klub  er en golfklub og golfbane i Køge Kommune på Østsjælland, ca. 4 km syd for Køge.
Golfbanen er en 18 hullers golfbane, der ligger ved Gl. Hastrup nordvest for landsbyen Egøje og tæt på Strandskov og Køge Bugt.
Vejdirektoratet er i gang med at undersøge en ny omfartsvej på Stevns, ud fra undersøgelsen er der lavet fire forskellige linjeføringer. En af linjeføringerne Alternativ N er en foreslået 2+1 sporet motortrafikvej som går igennem Køge Golf Klubs sydlige bane. Køge Golf Klub er imod en evt. kommende 2+1 sporet motortrafikvej, da den vil går igennem Køge Golf Klubs baner og dele golfklubben i to.